# Jānis Endzelīns
Jānis Endzelīns (22. února 1873, dvorec „Mičkēni“ u obce Mūrmuiža, Livonsko – 1. července 1961 Koknese Lotyšsko) byl lotyšský lingvista.

## Život
Jānis Endzelīns studoval filologii na univerzitě v Tartu a působil zde jako profesor.
V roce 1907 vydal společně s Kārlisem Mīlenbahsem první skutečně vědeckou práci o gramatice lotyštiny. V letech 1909 až 1920 pracoval na univerzitě v Charkově a poté, až do roku 1961, na Latvijas Universitāte v Rize.

## Ocenění
- Jeho jméno nese základní škola v Kauguri.
- Lotyšská akademie věd od roku 1967 uděluje Cenu Jānise Endzelīnse.

## Rodina
Jānis Endzelīns byl otcem lotyšského šachisty Lūcijse Endzelīnse, jehož ženou byla šachistka Milda Laubertová.

## Dílo
výběr
- Latviešu gramatika (1907) s K. Mīlenbahsem
- Славяно-балтийские этюды dizertace (1912)
- Lettische Grammatik (1922)
- Latvijas vietu vārdi (1-2, 1922-25) spoluautoři: A. Ābels, J. Kauliņs, P. Šmits
- Latviešu valodas skaņas un formas (1938)
- Tacita darba "Ģermānija" tulkojums (1938)
- Altpreussische Grammatik (1944)
- Ievads baltu filoloģijā (1945)
- Baltu valodu skaņas un formas (1948)
- Baltų kalbų garsai ir formos litevsky (1957)
- Latvijas PSR vietvārdi (1-2, 1956-61)
- Comparative Phonology and Morphology of the Baltic Languages (anglicky), 1971[1]